# Drachenleierfische
Drachenleierfische (Draconettidae) sind eine Familie kleiner barschverwandter Fische, die in tropischen und subtropischen Regionen des Atlantik, des Indischen Ozeans und des Pazifiks (Japan bis Hawaii) auf dem Kontinentalschelf und den Gipfeln unterseeischer Berge leben. Die Fische sind Bodenbewohner und relativ selten.

## Merkmale
Drachenleierfische werden, je nach Art, sieben bis zwölf Zentimeter lang. Auf jeder Seite des Kopfes befinden sich zwei Nasenlöcher. Die Kiemenöffnung ist verhältnismäßig groß. Jeweils ein gerader, starker Dorn befindet sich auf zwei Knochen des Kiemendeckels (Operculare und Suboperculare), keiner dagegen auf dem Präoperculare. Posttemporale und Basisphenoid (zwei Knochen des Schädels) sind vorhanden. Ein Nasalknochen fehlt. Die Seitenlinie ist nur auf dem Kopf gut entwickelt, auf dem Rumpf rudimentär oder liegt in einer Vertiefung. Zwei unterschiedliche Hypuralknochen verbinden die letzten Wirbel und die Schwanzflosse.
Flossenformel: Dorsale III/12–15, Anale 12–13

## Arten
Es gibt 15 Arten in zwei Gattungen:
- Gattung Centrodraco Regan, 1913.
  - Centrodraco abstractum Fricke, 2002.
  - Centrodraco acanthopoma (Regan, 1904).
  - Centrodraco atrifilum Fricke, 2010.
  - Centrodraco fidelis Fricke, 2015.
  - Centrodraco gegonipus (Parin, 1982).
  - Centrodraco insolitus (McKay, 1971).
  - Centrodraco lineatus Fricke, 1992.
  - Centrodraco nakaboi Fricke, 1992.
  - Centrodraco oregonus (Briggs & Berry, 1959).
  - Centrodraco ornatus (Fourmanoir & Rivaton, 1979).
  - Centrodraco otohime Nakabo & Yamamoto, 1980.
  - Centrodraco pseudoxenicus (Kamohara, 1952).
  - Centrodraco rubellus Fricke, Chave & Suzumoto, 1992.
  - Centrodraco striatus (Parin, 1982).
- Gattung Draconetta Jordan & Fowler, 1903.
  - Draconetta xenica Jordan & Fowler, 1903.